# 京都最新情報
『京都最新情報』（きょうとさいしんじょうほう）は、2000年4月3日から2004年3月31日まで関西テレビ☆京都チャンネルとKBS京都で放送されていた生放送の情報番組。放送時間は毎週月曜 - 金曜 12:00 - 12:54。

## 概要
週5日間の帯番組で、日替わりのキャスターとパーソナリティとリポーターたちが京都の旬の話題と耳寄りの情報を紹介していた。番組は、神社仏閣の祭礼やライトアップ時の特別拝観や、博物館と美術館の特別展などを紹介する「観光情報」のコーナーから、番組おすすめスポットなどを紹介する「おすすめ京案内」のコーナーへと続き、最後には各曜日担当パーソナリティたちがそれぞれの得意分野で今の京都を語るというのが主な流れだった。パーソナリティが担当するコーナーのタイトルは、月曜日が「雅倶楽部」、火曜日が「ボンズクラブ」、水曜日が「クラブフェイム」、木曜日が「おしゃれクラブ」、金曜日が「達人倶楽部」だった。
番組は1年ごとにリニューアルを繰り返しており、その都度出演者を入れ替えていた。1年目（第一期）と2年目（第二期）においてはKBS京都のスタジオではなく、京都市の四条高倉にあるビルからの生放送を行っていた。
イラク戦争の時期には、他局がイラクの最新情報を伝えているのにもかかわらず、KBS京都は京都の最新情報を伝えているとインターネット上で揶揄され、認知度を高めた。
番組は2004年3月をもって同タイトルでの放送を終了。同年4月からは『京都!ちゃちゃちゃっ』と題して放送された。

## 出演者

### 第二期（2001.4 - 2002.3）
- キャスター
  - 月曜日 稲葉真紀
  - 火曜日 赤瀬美保
  - 水曜日 神田若菜
  - 木曜日 西村成代
  - 金曜日 岡安譲・平松あゆみ - 平松が途中降板した後は、彼女に替わって中島優子が出演していた。
- パーソナリティ
  - 月曜日 毛利ゆきこ
  - 火曜日 杉若恵亮
  - 水曜日 元橋一裕
  - 木曜日 清水忠
  - 金曜日 岩上力
- 観光情報キャスター
  - 月曜日 - 金曜日 田中昭子・和田りつ子

### 第三期（2002.4 - 2003.3）
- メインキャスター
  - 月曜日 - 金曜日 中島優子
- パーソナリティ
  - 月曜日 毛利ゆきこ
  - 火曜日 杉若恵亮
  - 水曜日 元橋一裕
  - 木曜日 清水忠
  - 金曜日 岩上力
- リポーター
  - 月曜日 桂春菜
  - 火曜日 坂本里美
  - 水曜日 岩崎絵美
  - 木曜日 長嶋恭子
  - 金曜日 岡安譲
- 観光情報キャスター
  - 月曜日 - 金曜日 梅本晃子

### 第四期（2003.4 - 2004.3）
- メインキャスター
  - 月曜日 - 金曜日 中島優子
- パーソナリティ
  - 月曜日 毛利ゆきこ
  - 火曜日 杉若恵亮
  - 水曜日 元橋一裕
  - 木曜日 清水忠
  - 金曜日 岩上力
- リポーター
  - 月曜日 桂春菜
  - 火曜日 綵鳳
  - 水曜日 岩崎絵美
  - 木曜日 松原美穂
  - 金曜日 岡安譲
- 観光情報キャスター
  - 月曜日 - 火曜日 加藤ひろ花
  - 水曜日 小野田リカ - 途中降板。
  - 木曜日 為本昌子 - 小野田が途中降板した後は、彼女が担当していた水曜日も担当するようになった。
- ゲストパーソナリティ
  - 木曜日 山岡裕子